# Ancistroneura ammophara
Ancistroneura ammophara är en fjärilsart som beskrevs av Turner 1947. Ancistroneura ammophara ingår i släktet Ancistroneura och familjen praktmalar, Oecophoridae. Inga underarter finns listade i Catalogue of Life.